# Rue Pireós
La rue Pireós (en grec moderne : οδός Πειραιώς, « rue du Pirée », est une voie d'Athènes. 

## Situation et accès
Cette voie qui est l'un des principaux axes de l'agglomération d'Athènes, prend la suite au niveau du Céramique de la rue Panagís Tsaldáris, qui part de la place Omónia, pour rejoindre le port du Pirée en empruntant l'ancien long mur nord qui reliait Athènes aux ports antiques du Pirée et de Phalère.

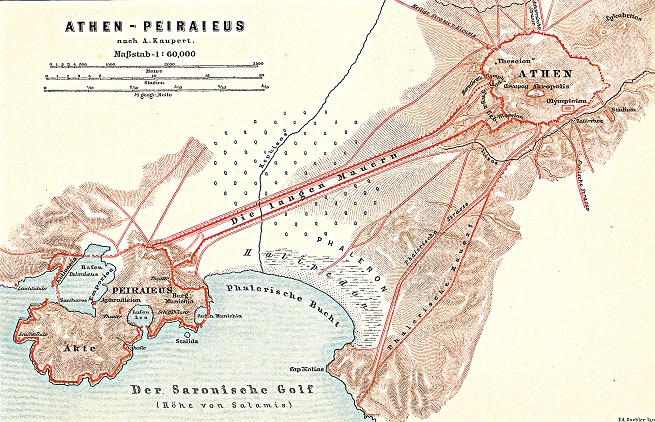
Plan des Longs Murs antiques, reliant Athènes (en haut à droite) au Pirée (en bas à gauche), dont la rue moderne Pireós reprend approximativement le tracé.

## Origine du nom
Elle porte ce nom car elle se dirige vers le port du Pirée.

## Historique
La route a été réalisée sous le règne d'Othon Ier pour répondre au besoin de relier Athènes au port du Pirée. Sa construction a débuté en 1834 et s'est terminée en 1836.